# فابريتسيو دوناتو
فابريتسيو دوناتو (بالإيطالية: Fabrizio Donato)‏ (و. 1976  م) هو لاعب قفز طويل، ولاعب القفز الثلاثي، ومنافس ألعاب قوى إيطالي، ولد في لاتينا، شارك في الألعاب الأولمبية الصيفية 2012، والألعاب الأولمبية الصيفية 2000، وألعاب القوى في الألعاب الأولمبية الصيفية 2016، والألعاب الأولمبية الصيفية 2004، والألعاب الأولمبية الصيفية 2008، و2018 European Athletics Championships – Men's triple jump ‏.

## روابط خارجية
- فابريتسيو دوناتو على موقع الاتحاد الدولي لألعاب القوى (الإنجليزية)
- فابريتسيو دوناتو على موقع الاتحاد الإيطالي لألعاب القوى (الإيطالية)
- فابريتسيو دوناتو على موقع الدوري الماسي (الإنجليزية)
- فابريتسيو دوناتو على موقع اللجنة الأولمبية الدولية (الإنجليزية)
- فابريتسيو دوناتو على موقع أوليمبيديا (الإنجليزية)
- فابريتسيو دوناتو على موقع اللجنة الأولمبية الإيطالية (الإيطالية)